# Educación superior en Colombia
La educación superior en Colombia es reglamentada por la Ley 30 de 1992, y precisiones adicionales a la ley especial en la Ley 115 de 1994, que establecen que la Educación Superior debe ser un servicio público cultural, inherente a la finalidad social del Estado.
Es impartida en 318 instituciones de educación superior, clasificadas según el Sistema Nacional de Información de la Educación Superior (SNIES) en: 38 Instituciones Técnicas Profesionales (30 activas, 8 inactivas), 53 Instituciones Tecnológicas (45 activas, 8 inactivas), 138 Instituciones Universitarias o Escuelas Tecnológicas (134 activas, 4 inactivas) y 89 Universidades, todas activas.

## Niveles de la Educación Superior
La educación superior se imparte en dos niveles: pregrado y posgrado.
Pueden acceder a los programas formales de pregrado quienes acrediten el título de bachiller y el Examen de Estado (ECAES), que es la prueba oficial obligatoria que presentan quienes egresan de la educación media y aspiran a continuar estudios de educación superior.
El nivel de pregrado tiene, a su vez, tres niveles de formación en el caso de los ciclos propedéuticos:
- Nivel Técnico Profesional (relativo a programas Técnicos Profesionales).
- Nivel Tecnológico (relativo a programas tecnológicos).
- Nivel Profesional (relativo a programas profesionales universitarios).

También en el nivel de pregrado existe un único nivel de formación (programas terminales).
- mineducacion.gov.co (relativo a programas profesionales universitarios).

La educación de posgrado comprende los siguientes niveles:
- Especializaciones (relativas a programas de Especialización Técnica Profesional, Especialización Tecnológica y Especializaciones Profesionales).
- Maestrías.
- Doctorados.

## Instituciones de Educación Superior
Coexisten 4 tipos de institución según su carácter académico, por lo que se diferencian en su capacidad legal para ofrecer programas del espectro de niveles de pregrado y posgrado. Las instituciones técnicas profesionales pueden ofrecer programas técnicos profesionales en el nivel de pregrado y especializaciones técnicas profesionales en el nivel de posgrado. Las instituciones tecnológicas pueden ofrecer programas técnicos profesionales y tecnológicos en el nivel de pregrado y especializaciones técnicas profesionales y especializaciones tecnológicas en el nivel de posgrado. Las instituciones universitarias o escuelas tecnológicas pueden ofrecer programas técnicos profesionales, tecnológicos y profesionales a nivel de pregrado y especializaciones técnicas profesionales, especializaciones tecnológicas y especializaciones profesionales a nivel de posgrado. En algunos casos, las instituciones universitarias o escuelas tecnológicas también pueden ser autorizadas para ofrecer programas de maestría y doctorado, siempre y cuando cumplan con criterios de calidad establecidos por el Ministerio de Educación Nacional. Las universidades pueden ofrecer programas de todo el espectro de formación de pregrado y posgrado.

### Universidades de Colombia
| Nombre                                           | Naturaleza jurídica | Sedes Principales            |
| ------------------------------------------------ | ------------------- | ---------------------------- |
| Universidad Nacional de Colombia                 | Pública             | Bogotá, Medellín             |
| Universidad Pedagógica Nacional de Colombia      | Pública             | Bogotá                       |
| Universidad Distrital Francisco José de Caldas   | Pública             | Bogotá                       |
| Universidad Colegio Mayor de Cundinamarca        | Pública             | Bogotá                       |
| Universidad de los Andes                         | Privada             | Bogotá                       |
| Universidad Sergio Arboleda                      | Privada             | Bogotá                       |
| Universidad Externado de Colombia                | Privada             | Bogotá                       |
| Universidad del Rosario                          | Privada             | Bogotá                       |
| Pontificia Universidad Javeriana                 | Privada             | Bogotá                       |
| Escuela Colombiana de Ingeniería Julio Garavito  | Privada             | Bogotá                       |
| Universidad de San Buenaventura                  | Privada             | Bogotá                       |
| Universidad Santo Tomás                          | Privada             | Bogotá                       |
| Universidad de Ciencias Aplicadas y Ambientales  | Privada             | Bogotá                       |
| Universidad Jorge Tadeo Lozano                   | Privada             | Bogotá                       |
| Universidad de La Salle                          | Privada             | Bogotá                       |
| Universidad Piloto de Colombia                   | Privada             | Bogotá                       |
| Universidad La Gran Colombia                     | Privada             | Bogotá                       |
| Universidad Central                              | Privada             | Bogotá                       |
| Universidad Libre                                | Privada             | Bogotá, Barranquilla, Cúcuta |
| Universidad Militar Nueva Granada                | Pública             | Bogotá                       |
| Universidad EAN                                  | Privada             | Bogotá                       |
| Universidad de Antioquia                         | Pública             | Medellín                     |
| Universidad EAFIT                                | Privada             | Medellín                     |
| Universidad de Medellín                          | Privada             | Medellín                     |
| Universidad CES                                  | Privada             | Medellín                     |
| Escuela de Ingeniería de Antioquia               | Privada             | Medellín                     |
| Universidad Pontificia Bolivariana               | Privada             | Medellín                     |
| Universidad Católica Luis Amigó                  | Privada             | Medellín                     |
| Universidad Católica de Oriente                  | Privada             | Rionegro                     |
| Universidad Santiago de Cali                     | Privada             | Cali                         |
| Universidad del Valle                            | Pública             | Cali                         |
| Universidad Icesi                                | Privada             | Cali                         |
| Universidad Autónoma de Occidente                | Privada             | Cali                         |
| Universidad Industrial de Santander              | Pública             | Bucaramanga                  |
| Universidad Autónoma de Bucaramanga              | Privada             | Bucaramanga                  |
| Universidad de Santander                         | Privada             | Bucaramanga                  |
| Universidad del Atlántico                        | Pública             | Barranquilla                 |
| Universidad del Norte                            | Privada             | Barranquilla                 |
| Universidad de la Costa                          | Privada             | Barranquilla                 |
| Universidad Simón Bolívar                        | Privada             | Barranquilla                 |
| Universidad de Pamplona                          | Pública             | Pamplona                     |
| Universidad Francisco de Paula Santander         | Pública             | Cúcuta                       |
| Universidad FESC                                 | Privada             | Cúcuta                       |
| Universidad del Magdalena                        | Pública             | Santa Marta                  |
| Universidad de La Guajira                        | Pública             | Riohacha                     |
| Universidad Tecnológica de Bolívar               | Privada             | Cartagena                    |
| Universidad de Cartagena                         | Pública             | Cartagena                    |
| Universidad de la Sabana                         | Privada             | Chía                         |
| Universidad de Caldas                            | Pública             | Manizales                    |
| Universidad de Nariño                            | Pública             | Pasto                        |
| Universidad Tecnológica de Pereira               | Pública             | Pereira                      |
| Universidad del Cauca                            | Pública             | Popayán                      |
| Universidad Pedagógica y Tecnológica de Colombia | Pública             | Tunja                        |
| Universidad EIA                                  | Privada             | Envigado                     |
| Universidad Autónoma de Manizales                | Privada             | Manizales                    |
| Universidad de América                           | Privada             | Bogotá                       |
| Universidad El Bosque                            | Privada             | Bogotá                       |
| Universidad Manuela Beltrán                      | Privada             | Bogotá                       |
| Universidad Católica de Colombia                 | Privada             | Bogotá                       |
| Universidad Surcolombiana                        | Pública             | Neiva                        |
| Universidad de los Llanos                        | Pública             | Villavicencio                |
| Universidad de Boyacá                            | Privada             | Tunja                        |
| Universidad Católica de Pereira                  | Privada             | Pereira                      |
| Universidad Autónoma Latinoamericana             | Privada             | Medellín                     |
| Universidad de Ibagué                            | Privada             | Ibagué                       |
| Universidad ECCI                                 | Privada             | Bogotá                       |
| Universidad de Cundinamarca                      | Pública             | Fusagasugá                   |
| Universidad Autónoma de Colombia                 | Privada             | Bogotá                       |
| Universidad de Manizales                         | Privada             | Manizales                    |
| Universidad de Sucre                             | Pública             | Sincelejo                    |
| Escuela Naval de Cadetes Almirante Padilla       | Pública Militar     | Cartagena                    |
| Universidad Católica de Manizales                | Privada             | Manizales                    |
| Universidad del Quindío                          | Pública             | Armenia                      |
| Universidad Incca de Colombia                    | Privada             | Bogotá                       |
| Universidad Mariana                              | Privada             | Pasto                        |
| Universidad de Investigación y Desarrollo        | Privada             | Bucaramanga                  |
| Universidad Autónoma del Caribe                  | Privada             | Barranquilla                 |
| Universidad Cooperativa de Colombia              | Privada             | Medellín                     |
| Universidad del Tolima                           | Pública             | Ibagué                       |
| Universidad Antonio Nariño                       | Privada             | Bogotá                       |
| Universidad del Sinú                             | Privada             | Montería                     |
| Universidad Santiago de Cali                     | Privada             | Cali                         |
| Universidad de Córdoba                           | Pública             | Montería                     |
| Universidad Metropolitana                        | Privada             | Barranquilla                 |
| Universidad Nacional Abierta y a Distancia       | Pública             |                              |
| Universidad Popular del Cesar                    | Pública             | Valledupar                   |
| Universidad de la Amazonia                       | Pública             | Florencia                    |
| Universidad CESMAG                               | Privada             | Pasto                        |
| Universidad Internacional del Trópico Americano  | Pública             | Yopal                        |
| Universidad del Pacífico                         | Pública             | Buenaventura                 |
| Universidad Tecnológica del Chocó                | Pública             | Quibdó                       |

### Corporaciones, fundaciones e instituciones universitarias
Son instituciones de educación superior de carácter público o privado que también son consideradas como universidades en la práctica, debido a que también cuentan con personería jurídica, realizan procesos de registro calificado ante el Ministerio de Educación Nacional y entregan títulos universitarios de pregrado, educación continuada y especializaciones, a un costo relativamente menor al de algunas universidades. Varias de estas instituciones ofrecen programas mediante ciclos propedéuticos (técnico, tecnólogo y profesional) y también programas terminales (profesional universitario).
| Nombre                                                     | Naturaleza jurídica | Sedes Principales     |
| ---------------------------------------------------------- | ------------------- | --------------------- |
| Corporación de Estudios Tecnológicos del Norte del Valle   | Privada             | Valle del Cauca       |
| Corporación Tecnológica Industrial Colombiana - TEINCO     | Privada             | Bogotá                |
| Corporación Unificada Nacional de Educación Superior - CUN | Privada             | Bogotá                |
| Corporación Universitaria del Caribe                       | Privada             | Sincelejo             |
| Corporación Universitaria Minuto de Dios - UNIMINUTO       | Privada             | Bogotá                |
| Corporación Universitaria Taller Cinco                     | Privada             | Chía                  |
| Fundación Universitaria Cafam                              | Privada             | Bogotá                |
| Fundación Universitaria Compensar                          | Privada             | Bogotá                |
| Fundación Universitaria Konrad Lorenz                      | Privada             | Bogotá                |
| Fundación Universitaria de Popayán                         | Privada             | Cauca                 |
| Fundación Universitaria Horizonte                          | Privada             | Bogotá                |
| Fundación Universitaria María Cano                         | Privada             | Medellín              |
| Fundación Universitaria Unigermana                         | Privada             | Bogotá                |
| Institución Universitaria de Colombia                      | Privada             | Bogotá                |
| Institución Universitaria Politécnico Grancolombiano       | Privada             | Bogotá                |
| Instituto Universitario de Barranquilla                    | Pública             | Barranquilla, Soledad |
| Universitaria Agustiniana                                  | Privada             | Bogotá                |

## Posgrado

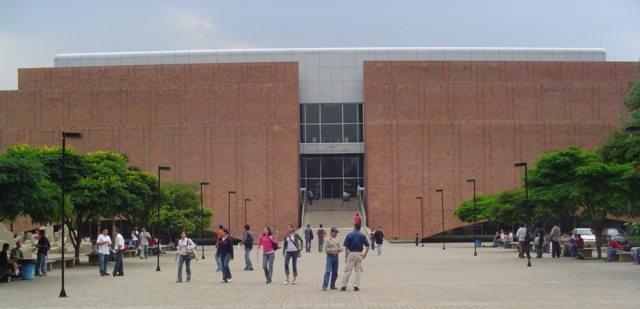
Biblioteca Luis Echavarría Villegas, ubicada en el campus de la Universidad EAFIT en Medellín, Colombia.

En el nivel de posgrado se reconocen las especializaciones, las maestrías y los doctorados. Hay adicionalmente una serie de diplomados y otros cursos de educación continua y educación para el trabajo y desarrollo humano, que en pocas semanas o meses permiten al profesional conocer nuevas técnicas o mantenerse actualizado.
Los estudios de maestría, especialización o posgrado van enfocados a potenciar habilidades de actualización, gestión y profundización, encaminadas a garantizar el crecimiento del sector productivo. Es usual que en los cargos altos de las organizaciones se exija este tipo de títulos de acuerdo al perfil organizacional.
Finalmente está el nivel de doctorado, que pocas universidades están acreditadas para ofrecer, y el cual busca la formación de investigadores y la creación de conocimiento nuevo. Generalmente los doctorados están por fuera de los niveles de inversión que las empresas pueden pagar, y se emplean en los centros educativos para impulsar el avance de la ciencia.
| Educación Superior en Colombia                                                                                            |                                                                                           |                                                                                              | |                                                                      |
| |                                                                                           |                                                                                              | |                                                                      |
| Edificio Mario Laserna, Universidad de los Andes (Bogotá).                                                                | Plaza Francisco de Paula Santander, Universidad Nacional de Colombia (Bogotá).            | Plazoleta de la Universidad del Valle (Cali)                                                 | Facultad de Minas, Universidad Nacional de Colombia (Medellín) |                                                                      |
| |                                                                                           |                                                                                              | |                                                                      |
| Plazoleta principal de la Universidad Externado de Colombia (Bogotá)                                                      | Facultad de Medicina, Universidad Militar Nueva Granada (Bogotá).                         | Clínica de Optometría, Universidad de La Salle (Bogotá).                                     | Universidad Santo Tomás, (Bogotá). Fundada en 1580, es la más antigua de Colombia.                                                                                    |                                                                      |
| |                                                                                           |                                                                                              | |                                                                      |
| Sede Central de la Universidad de Cartagena (Cartagena), conocida dentro de la universidad como "Claustro de San Agustín" | Facultad de Ingeniería Electrónica y Telecomunicaciones, Universidad del Cauca (Popayán), | Universidad del Rosario (Bogotá), institución llamada por algunos "La cuna de la república". | Facultad de Medicina, Universidad de Antioquia (Medellín). Es la segunda universidad más importante de Colombia y la universidad pública más antigua del país (1803). |                                                                      |
| |                                                                                           |                                                                                              | |                                                                      |
| Facultad de Ingeniería, Universidad Distrital Francisco José de Caldas, (Bogotá).                                         | Pontificia Universidad Javeriana (Bogotá).                                                | Universidad Pedagógica Nacional de Colombia (Bogotá).                                        | Biblioteca Central, Universidad Pontificia Bolivariana (Medellín). | Facultad de Ciencias Económicas, Universidad de Pamplona (Pamplona). |
| |                                                                                           |                                                                                              | |                                                                      |
| Edificio de Postgrados, Universidad del Norte (Barranquilla).                                                             | Facultad de Bellas Artes, Universidad del Atlántico (Barranquilla).                       | Facultad de Ciencias Humanas, Universidad Industrial de Santander (Bucaramanga)              | Edificio de Ingeniería, Universidad EAFIT(Medellín). | Facultad de Diseño Gráfico, Universidad FESC (Cúcuta).               |